# Festuca andicola
Festuca andicola är en gräsart som beskrevs av Carl Sigismund Kunth. Festuca andicola ingår i släktet svinglar, och familjen gräs. Inga underarter finns listade i Catalogue of Life.